# Copaxa cydippe
Copaxa cydippe är en fjärilsart som beskrevs av Druce 1894. Copaxa cydippe ingår i släktet Copaxa och familjen påfågelsspinnare. Inga underarter finns listade i Catalogue of Life.

## Bildgalleri

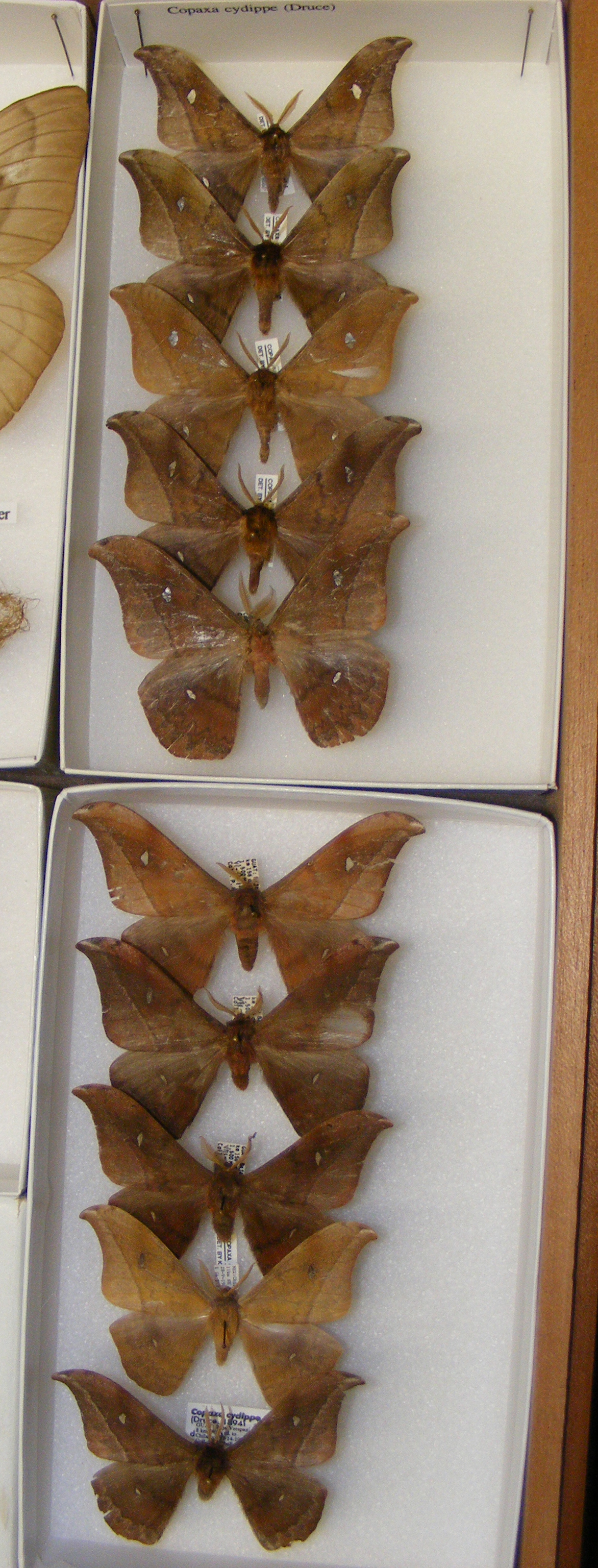